# Camptodontornis
Camptodontornis es un género extinto de ave enantiornite que existió en lo que ahora es Chaoyang, en la provincia de Liaoning, China, durante el Cretácico inferior (Aptiense). Es conocido por un esqueleto bien preservado, junto a un cráneo encontrado en la formación Jiufotang de la Provincia de Liaoning. Su nombre genérico original era "Captodontus" (que significa "diente chueco"); fue nombrado por Li Li, En-pu Gong, Li-dong Zhang, Ya-jun Yang y Lian-hai Hou en 2010. Sin embargo, el nombre había sido previamente usado para un género de escarabajos. La especie tipo es "Camptodontus" yangi. Demirjian (2019) acuñó el nombre genérico de reemplazo Camptodontornis.